# دور الخلايا الدبقية الصغيرة في الأمراض
الخلايا الدبقية الصغيرة هي الخلايا المناعية الأساسية للجهاز العصبي المركزي، ومشابهة للخلايا البلعمية الكبيرة المحيطية. تستجيب هذه الخلايا على العوامل الممرضة المختلفة إلى جانب الإصابة من خلال تعديل مورفولوجيتها والهجرة إلى موقع العدوى / الإصابة، حيث تعمل على تدمير العوامل المسببة للمرض والتخلص من الخلايا التالفة.
كجزء من استجابتها، تفرز الخلايا الدبقية الصغيرة كلًا من السيتوكينات، والكيموكينات، والبروستاغلاندين ومركبات الأكسجين التفاعلية، ما يساعد في توجيه الاستجابة المناعية. بالإضافة إلى ذلك، تلعب هذه الخلايا دورًا مساعدًا في حل الاستجابة الالتهابية، من خلال إنتاج السيتوكينات المضادة للالتهاب. خضعت الخلايا الدبقية الصغيرة للدراسة على نطاق واسع فيما يتعلق بأدوارها الضارة في العديد من أمراض التنكس العصبي، مثل مرض آلزهايمر، ومرض باركنسون، والتصلب المتعدد بالإضافة إلى الأمراض القلبية، والزرق والإنتانات الفيروسية والبكتيرية.

## دور الخلايا الدبقية الصغيرة في التنكس العصبي
تلعب الخلايا الدبقية الصغيرة دورًا هامًا في اضطرابات التحلل العصبي، التي تتميز بخسارة خلوية مترقية في أنواع محددة من المجموعات العصبونية. «قد يحدث فقدان العديد من الوظائف التغذوية الطبيعية للخلايا الدبقية الصغيرة نتيجة التنشيط المزمن للخلايا في الاضطرابات التنكسية العصبية المترقية، إذ توجد أدلة دامغة على الدور التخريبي للخلايا الدبقية الصغيرة المنشّطة في مثل هذه الاضطرابات من خلال الهجمات الالتهابية المباشرة وغير المباشرة». فيما يلي بعض الأمثلة البارزة على دور الخلايا الدبقية الصغيرة في الاضطرابات التنكسية العصبية.

### مرض آلزهايمر
مرض آلزهايمر (إيه دي) هو مرض تنكسي عصبي مترق متميز بتطور تكتلات شاذة (لويحات النشواني) في الدماغ وحزم الألياف المتشابكة (التشابكات العصبية الليفية).

#### علم الوراثة
تمتلك العديد من الجينات المرتبطة بخطر الإصابة بمرض آزهايمر درجة عالية من التعبير في الخلايا الدبقية الصغيرة. في مرض آلزهايمر متأخر البدء (غير العائلي)، تلعب إحدى المتغيرات الشائعة للتعبير عن «إس بّي آي 1» دورًا في خطر الإصابة بمرض آلزهايمر. يُعد هذا المتغير مسؤولًا عن تشفير «بّي يو 1»، عامل النسخ الضروري للتطور الدبقي الصغير. يرتبط «تي آر إي إم 2»، مستقبل سطح الخلية على الخلايا الدبقية الصغيرة، بدوره مع مرض آلزهايمر، إذ يبرز دوره بشكل أساسي من خلال تفاعله مع الصميم البروتيني الشحمي «إي» (أحد عوامل الخطر الأخرى للإصابة بمرض آلزهايمر).

#### نشاط الخلايا الدبقية الصغيرة
يوجد العديد من الخلايا الدبقية الصغيرة المنشّطة ذات التعبير المفرط عن الإنترلوكين 1 في دماغ مرضى آلزهايمر، إذ تتوزع هذه الخلايا مع كل من لويحات ببتيد بيتا النشواني والتشابكات العصبية الليفية. يؤدي فرط التعبير عن الإنترلوكين 1 إلى فرط فسفرة تاو ذات الصلة تطور التشابكات في مرض آلزهايمر.
ثبت أن العديد من الخلايا الدبقية الصغيرة المنشّطة مرتبطة بالترسبات النشوانية في أدمغة المصابين بمرض آلزهايمر. تتفاعل الخلايا الدبقية الصغيرة مع لويحات ببتيد بيتا النشواني من خلال مستقبلات سطح الخلية المرتبطة مع سلاسل الإشارات القائمة على كيناز التيروسين المسؤولة عن تحريض الالتهاب. عند تفاعل الخلايا الدبقية الصغيرة مع الأشكال الليفية المترسبة من ببتيد بيتا النشواني، تتحول هذه الخلايا إلى الوضع النشط ما يسبب تكوين وإفراز السيتوكينات وغيرها من البروتينات السامة للأعصاب.
تنطوي إحدى النماذج الأولية لكيفية حدوث هذه العملية على حلقة الارتجاع الإيجابي. عند تنشيط الخلايا الدبقية الصغيرة، يبدأ إفراز البروتياز، والسيتوكينات ومركبات الأكسجين التفاعلية. قد يؤدي البروتياز بعد ذلك إلى حدوث الانقسام اللازم لتحويل الجزيئات السلف إلى ببتيد بيتا النشواني المميز للمرض. تساهم مركبات الأكسجين التفاعلية بعد ذلك في تراكم ببتيد بيتا النشواني ما يسمح بتكوين اللويحات. يؤدي الحجم المتزايد لهذه اللويحات بدوره إلى تحريض عمل مزيد من الخلايا الدبقية الصغيرة، التي تفرز مزيدًا من السيتوكينات، والبروتياز ومركبات الأكسجين، ما يفاقم التنكس العصبي.

#### العلاج
أثبتت الأدوية المضادة للالتهاب اللاستيرويدية (إن سيدس) فعاليتها في الحد من خطر الإصابة بمرض آلزهايمر. «يمكن للعلاج المستمر بمضادات الالتهاب اللاستيرويدية التقليل من خطر الإصابة بمرض آلزهايمر بنسبة 55%، بالإضافة إلى تأخير بدء ظهور المرض، والتخفيف من حدة الأعراض وإبطاء الخسارة في القدرات المعرفية. تستهدف مضادات الالتهاب اللاستيرويدية كما يُعتقد الخلايا الدبقية الصغيرة بشكل رئيسي. يمكن دعم ذلك عبر النتائج التي تشير انخفاض عدد الخلايا الدبقية الصغيرة بنسبة 65% لدى المرضى الخاضعين للعلاج بمضادات الالتهاب اللاستيرويدية».

### مرض باركنسون
مرض باركنسون هو اضطراب حركي منطو على الخلل الوظيفي في العصبونات المنتجة للدوبامين في الدماغ؛ تصبح عصبونات المادة السوداء غير وظيفية لتموت في نهاية المطاف، ما يحدث نقصًا في مدخلات الدوبامين الواردة إلى الجسم المخطط. قد يمتلك عامل التغذية العصبية المشتق من نسيلة الخلايا الدبقية (جي دي إن إف) القدرة على توفير الحماية الكيميائية لخلايا المادة السوداء. بدأت دراسة حالية (2017) في تعيين الأفراد المشاركين من أجل الخضوع لنقل الجين «إيه إيه في 2 – جي دي إن إف» عبر الحقن الجراحي داخل الدماغ، على أمل تحسين أعراض مرض باركنسون.

### التصلب المتعدد
التصلب المتعدد (إم إس) هو مرض تنكسي عصبي والتهابي مزمن في الجهاز العصبي المركزي (سي إن إس) مميز بآفات بؤرية من الالتهاب، وخسارة المحاوير العصبية، والدباق وزوال الميالين مع إصابة المادة الرمادية والمادة البيضاء على حد سواء. يرتبط تخرب غمد الميالين في الجهاز العصبي المركزي لدى مرضى التصلب المتعدد مع تنشيط الخلايا البلعمية الكبيرة أو الخلايا الدبقية الصغيرة، التي يُعتقد أنها تلعب دورًا في أمراضية التصلب المتعدد.
على الرغم من أن تنشيط الخلايا الدبقية الصغيرة غير مقتصر على التصلب المتعدد، يحدث تنشيط «إم 1» (سي دي 40، سي دي 86) بشكل نوعي مع هذا المرض.

### الأمراض القلبية الوعائية
أشارت التقارير الأخيرة إلى تنشيط الخلايا الدبقية الصغيرة في حالات احتشاء عضلة القلب لدى الجرذان (رنا وآخرون، 2010). انحصر نشاط الخلايا الدبقية الصغيرة هذا في منطقة النوى الدماغية المسؤولة عن التنظيم القلبي الوعائي ما يشير إلى دورها المحتمل في ترقي حالات الفشل القلبي.